# Looking Glass Studios
Looking Glass Studios è stata un'azienda statunitense dedita allo sviluppo di videogiochi, fondata nel 1990 da Paul Neurath e fallita nel 2000.
Nei suoi dieci anni di vita, tra le produzioni più celebri, spiccano alcuni importanti titoli come System Shock, Thief e Ultima Underworld.

## Storia
Dopo aver abbandonato Origin Systems nel 1989, Paul Neurath, decise di fondare una sua propria compagnia per lo sviluppo di videogiochi, muovendosi in direzione dei videogiochi di ruolo, e volendo concentrare lo sviluppo di questi ultimi principalmente su personal computer; settore all'epoca emergente.
Fu così che Neurath fondò Blue Sky Productions, e il suo primo progetto fu Ultima Underworld: The Stygian Abyss. Per realizzarlo Neurath, affermò di essere stato molto influenzato da un grande classico: Dungeon Master uscito nel 1987. Dopo un paio d'anni di sviluppo al quale si unì anche il ben noto Warren Spector, nel 1992, venne pubblicato The Stygian Abyss che ricevette un'accoglienza ottima dalla critica, e riuscì a vendere oltre 500 000 copie classificandosi anche come successo commerciale.
L'anno seguente la compagnia di Paul si concentrò su un gioco totalmente diverso: John Madden Football 93, un videogioco sportivo. Anche questo gioco conobbe ottimi consensi dalla critica,
 e vendette ben oltre un milione di copie.
Dato il successo che Blue Sky stava acquisendo nel tempo, Neurath decise di fondere la sua azienda con la Lerner Research, un'altra casa videoludica: il risultato fu Looking Glass Studios. E proprio con questo nome l'azienda iniziò i lavori su un'importante videogioco con una formula ibrida sparatutto in prima persona-action RPG: System Shock. Il gioco venne pubblicato nel 1994, e raccolse voti eccellenti dalla critica; le vendite non furono eccelse e non si attestarono alle aspettative dell'azienda, seppur con 170 000 copie vendute vi fu un guadagno di oltre 7,5 milioni di dollari.
Nonostante le perdite generate negli ultimi mesi, Looking Glass decise di investire moltissimo denaro su un nuovo gioco, Terra Nova: Strike Force Centauri, un gioco a tema fantascientifico con i mecha. Il gioco vide la sua pubblicazione nel 1996, e nonostante un'accoglienza da parte della critica ancora una volta ottima, riuscì a vendere solamente 100 000 copie. A causa dell'alto budget richiesto da Terra Nova, e delle ingenti perdite, Looking Glass sarebbe precipitata in uno stato di deficit da qui non si sarebbe mai più ripresa. Fu difatti proprio in questo periodo così delicato che 3 dipendenti, tra cui Ken Levine, lasciarono Looking Glass per fondare un proprio team di sviluppo: Irrational Games.
Nonostante la situazione per niente buona, il team di Neurath, si mise di nuovo al lavoro nella creazione di Dark Project: L'ombra del ladro (titolo originale Thief: The Dark Project). Il gioco era uno stealth a tema fantasy e steampunk; per quanto riguarda il suo genere, Dark Project, sarebbe diventato negli anni uno dei capisaldi dello stealth, assieme a titoli come Metal Gear Solid. Tuttavia lo sviluppo del gioco fu molto travagliato a livello finanziario, e in Looking Glass molti dipendenti cominciarono ad essere sottoposti a pesante stress, alcuni addirittura lasciarono di propria volontà lo studio, come Warren Spector. Dark Project comunque venne pubblicato nel 1998, e raccolse voti eccellenti dalla critica, vendendo ben oltre 500 000 copie.
Seppur i risultati ottenuti da Dark Project furono piuttosto buoni, non bastarono però a risollevare Looking Glass, che non riusciva ad entrare in uno stato di profitto, anche a causa dei prestiti che l'azienda aveva chiesto alle banche, e che andavano restituiti. A questo punto, Paul Neurath, propose ad Irrational Games una collaborazione su un gioco che avrebbe fatto la storia: System Shock 2. Il gioco venne pubblicato nel 1999 e ricevette un'accoglienza da parte della critica entusiasmante: atmosfera, comparto sonoro e grafico, storia ed originalità furono apprezzate molto. Nonostante l'accoglienza ottima da parte della critica e anche del pubblico, il gioco non vendette quanto sperato e nel giro di un anno arrivò ad appena più di 58 000 copie vendute, portando incassi per poco più di 2,50 milioni di dollari.
Looking Glass, spinta da Eidos Interactive, si mise al lavoro su Dark Project II: The Metal Age. Seguito del primo capitolo, venne sviluppato in fretta e furia, per poi essere pubblicato nel febbraio del 2000. Anche questo capitolo riconfermò la qualità dei giochi Looking Glass, e ricevette molti elogi dalla critica, vendendo oltre 500 000 copie e bissando il successo del precedente capitolo.
Tuttavia ormai la situazione era drastica: le perdite accumulate negli anni erano troppo elevate, l'azienda non poteva più pagare gli stipendi dei dipendenti e le banche rifiutarono di concedere ulteriori prestiti. Così nel maggio del 2000, pochi mesi dopo il rilascio di Dark Project II, Looking Glass Studios aprì le pratiche di fallimento; Paul Neurath scrisse un messaggio sul web, annunciando la fine dell'azienda ed affermando "I debiti di Looking Glass sono cresciuti in modo esteso, e questo ci ha messo in una situazione compromettente. Poi, dopo una serie di eventi negativi imprevisti, e l'incapacità di chiedere del denaro in prestito, il destino dell'azienda era segnato."
Secondo alcuni analisti, a contribuire in maniera determinante al fallimento di Looking Glass era il fatto che l'azienda avesse continuato nel tempo a sviluppare giochi di alta qualità solo su PC, ignorando per esempio il successo che ebbero console come il Nintendo 64, o la PlayStation di Sony.